# 单业才
单业才（1966年—），山东桓台人，汉族，中华人民共和国政治人物、第十二届全国人民代表大会江苏地区代表。
毕业于华中科技大学电力系统及其自动化专业，加入中国共产党。2013年，被选为全国人大代表。